# René de Chambes
René de Chambes, comte de Montsoreau, né vers 1585 et mort en 1649, est un aristocrate français, colonel d'un régiment d'infanterie. 

## Biographie
Il est le fils aîné de Charles de Chambes, comte de Montsoreau, et de Françoise de Maridor. Le 23 juin 1617, il épouse Maria de Fortia, fille d'un conseiller de Paris. Il succède à son père en 1619.
Selon Tallemant des Réaux, à la suite d'une altercation avec l'amoureux de sa maîtresse, celle-ci trouve des éléments qui incriminent René pour faux-monnayage et contrebande de sel et le transmet au roi. Celui-ci, dans un contexte de profusion de ces trafics, fait de René un exemple et le condamne à mort. Pour éviter cela, il quitte le château de Montsoreau et s'exile à partir de 1634 en Angleterre, où il meurt en 1649.
Avec son épouse Maria de Fortia, il a quatre enfants:
- Bernard de Chambes (1622-)
- Françoise (1618-1654)
- Charles
- Élisabeth